# Big Ali
Big Ali, de son vrai nom Ali Fitzgerald Moore, né le 25 février 1978 dans le Queens à New York, est un disc jockey et rappeur américain résidant en France.
En 2008, il sort son premier album Louder chez Up Music, puis Urban Electro en 2013 chez Columbia.

## Biographie

### Jeunesse et débuts
Big Ali est né le 25 février 1978 et a grandi dans l'arrondissement du Queens à New York de parents pasteurs. Il écrit ses premiers textes à huit ans. Passionné de hiphop, il monte son collectif de DJs appelé World Famous Vynil Squad avec qui il commence à enregistrer ses premiers titres. MC, rappeur, auteur, compositeur et DJ, il enregistre des centaines de lives[réf. nécessaire]. Dans la foulée, Big Ali travaille sur des émissions de radio telles que Full Throttle, animée par son ami Fatman Scoop.
Il travaille avec des artistes français tels que Lucenzo, Kool Shen, Florent Pagny, Fatal Bazooka, Amine, Jean Roch, Kore & Scalp, Leslie, Magic System, Bob Sinclar, Mister You et plus récemment Rohff, Sexion d'Assaut ,  Bernard Minet , Leadback

### Louder(2008–2011)

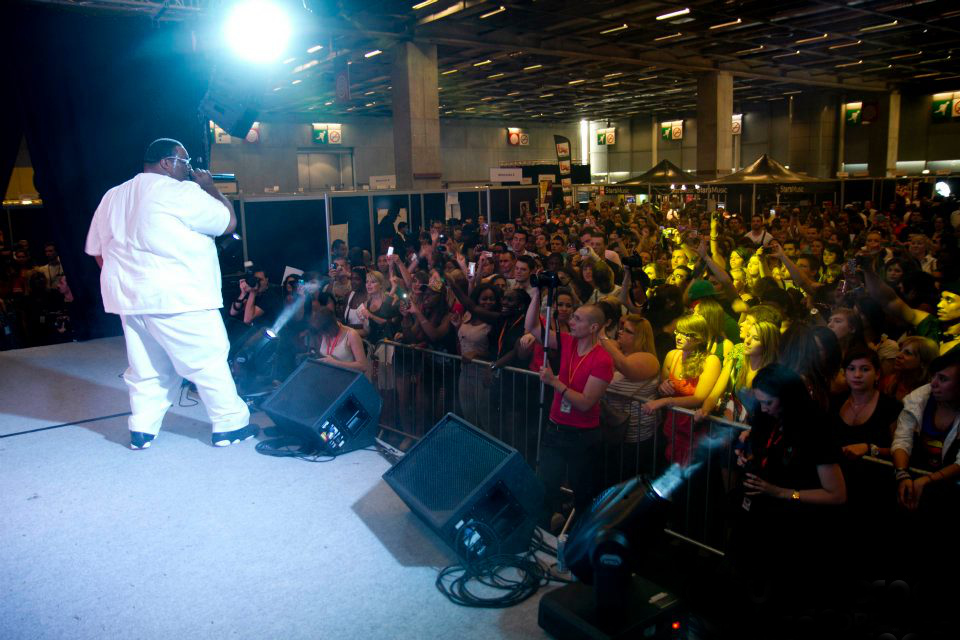
Big Ali sur scène à Music Expo 2011.

En 2007 et 2008, Big Ali mixe un samedi par mois, de 19 h à 20 h, dans l'émission NRJ Master Mix animée par Mathieu Oullion sur la radio NRJ. Il mixe en duo avec DJ Abdel, DJ résident de l'émission. Big Ali apparait deux singles de la  bande originale du film Astérix aux Jeux Olympiques nommés : Astérix Funk (Funk Machine) et All We Needs.
Il publie son premier album Louder le 1er mai 2009 avec plusieurs producteurs et artistes tels que Kat Deluna, Florent Pagny ou encore Salomé de Bahia. Son premier single, Neon Music, extrait de l'album, est publié en mai 2008. Le deuxième single, Burn It Up (feat. Lucky D) est publié le 30 juin 2008. Le troisième single Hit The Floor, sort le 20 octobre 2008. Ces deux titres, Neon Music et Hit The Floor, sont écoutés plus de 12 000 000 de fois sur Internet[réf. nécessaire]. Une année plus tard, le 15 octobre 2009, il sort son quatrième single, Universal Party (feat. Gramps Morgan), également classé en Europe.
Depuis septembre 2010, il mixe avec DJ D-Bass (qui sera remplacé par DJ Kashovski en septembre 2012) tous les vendredis sur NRJ, de minuit à 2 h, dans NRJ Extravadance. Ce mix s'intitule The Big Show. Il est aussi présent le 14 juillet 2011 au Champ de Mars avec d'autres artistes.

### Urban Electro(depuis 2012)
Le deuxième album de Big Ali, Urban Electro, est publié le 15 juillet 2013,. Son deuxième album est annoncé tout d'abord pour décembre, janvier, février, mars, puis avril 2013, et il finira par préciser qu'il sortira le 22 avril. Le premier single Distress en collaboration avec Shana P (clip réalisé par J.G Biggs) est publié en mai 2011. Le deuxième single Bring Me Coconut avec le chanteur portugais Lucenzo et Gramps Morgan est publié en décembre 2011. Il collabore également avec Daddy Yankee sur le titre Lovumba. Le troisième single WatiBigali est publié le 26 septembre 2012. Sur ce morceau, il collabore avec Black Mesrimes de Sexion d'Assaut, ainsi qu'avec Dry et Dadju, du groupe The Shin Sekaï, ces trois-ci ayant le même label, Wati B. Le quatrième single Cœur de guerrier (clip réalisé par J.G Biggs) en collaboration avec Corneille, Youssoupha et Acid, est sorti en mars 2013,,.
Le 9 octobre 2012, il reçoit un BMI Award dans la catégorie Pop's Songs pour la chanson Vem Dançar Kuduro. Depuis octobre 2012, il anime une émission sur l'Énorme TV, nommé IT'S A RAP où il reçoit des invités comme Cut Killer ou encore Daddy K.
Le 2 avril 2013, Big Ali apporte son soutien lors d'un concert en Corse à Parlemu Corsu, académie régionaliste et littéraire pour la défense du dialecte et des traditions corses. Le 8 avril 2013, le rappeur anima avec Shana P la première partie du concert de Justin Bieber, au Zénith de Strasbourg. Le 29 juin 2013, il participe à l'émission Intervilles qui fête ses 50 ans ; il est chargé des lancements des jeux.

## Discographie

### Albums studio
- 2008 : Louder
- 2013 : Urban Electro

### EP
- 2011 : Distress (Remixes)
- 2012 : WatiBigAli (Remixes)

### Singles
- 2008 : Hit the Floor (featuring Dollarman)
- 2008 : Astérix Funk (Funk Machine) (DJ Abdel feat Loïs Andréa & Big Ali) (face B du 1er single de la bande originale du film Astérix et Obélix aux Jeux Olympiques)
- 2008 : All We Need (DJ Abdel featuring Loïs Andréa & Big Ali) (bande originale du film Astérix et Obélix aux Jeux Olympiques)
- 2009 : Burn It Up (featuring Lucky D)
- 2009 : Neon Music
- 2009 : Universal Party (featuring Gramps Morgan)
- 2011 : Distress (Sending Out An S.O.S.) (featuring Shana P)
- 2011 : Bring Me Coconut (featuring Lucenzo et Gramps Morgan & Bob Sinclar)
- 2012 : WatiBigali (featuring Dadju et Black M & Dry)
- 2013 : Cœur de guerrier (featuring Corneille et Youssoupha & Acid)
- 2013 : Me Canse (featuring Angel y Khriz et DJ Juan Cuba)
- 2018 : Bottles Up (featuring Busta Rhymes et R-wan)[13]

### Collaborations
- 2006 : Give Me a Lol (avec Sébastien Cauet)
- 2006 : 200 Degrés (avec Zahouani, Cheb Bilal, Nessbeal)
- 2006 : A Moi La (avec Justine, Douzi, Six Coups MC)
- 2006 : Rising Melodies (avec Stevans)
- 2006 : Midas Touch (avec Matt Houston)
- 2006 : Rock This Party (Everybody Dance Now) (avec Bob Sinclar & Cutee B featuring Dollarman)
- 2006 : J'voulais (avec Amine)
- 2006 : C'est chaud, ça brule (avec Magic System, Akil, Cheb Bilal)
- 2007 : Dirty Hous (avec Rohff)
- 2007 : Trop De Flow (avec Kenza Farah)
- 2007 : Ultimate Funk (avec Bob Sinclar)
- 2007 : Toujours fresh toujours clean (avec Acid)
- 2007 : Kâ-Feel (avec Lady Sweety)
- 2007 : Tchin-Tchin (avec Lady Sweety)
- 2007 : Chewing Gum (avec Lady Sweety)
- 2007 : Non stop (c'est pas possible) (avec Lady Sweety)
- 2007 : Ils veulent savoir (avec Lady Sweety)
- 2007 : Un homme seulement (avec Lady Sweety)
- 2007 : Le loup (avec Lady Sweety)
- 2007 : Si j'avais osé (avec Lady Sweety)
- 2007 : Pas Le Temps (avec Lady Sweety)
- 2007 : Génération télécommande (avec Lady Sweety)
- 2007 : Pourquoi tu fais ça (avec Lady Sweety)
- 2007 : Solitude la mulâtresse, Mwen Vlé Mayé (avec Lady Sweety)
- 2007 : ‘'Toujours là (avec Lady Sweety)
- 2008 : Habibi (avec Leslie et Amar)
- 2008 : Bienvenue chez les Bylkas (avec Sinik, Cheb Bilal)
- 2008 : Jeux de jambes (avec Neg'Marrons)
- 2008 : All We Need (avec DJ Abdel, Loïs Andrea)
- 2008 : Funk Machine (Asterix Funk) (bande originale du film Astérix aux Jeux Olympiques)
- 2009 : Who's Number One (avec James Izmad)
- 2009 : No Stress - Remix (avec Laurent Wolf et DJ Snake)
- 2009 : Trop Baleze (avec Calvin Scott)
- 2009 : Two Shouts 4 My People (avec Suprême NTM, Jeff Le Nerf)
- 2009 : J'aime ça - Breakingz Remix (avec LS, Liberty King)
- 2010 : Ce matin va être une pure soirée (avec Fatal Bazooka featuring PZK et Dogg Soso & DJ Chris Prolls)
- 2010 : Des larmes de sang (avec Florent Pagny)
- 2010 : Vem Dançar Kuduro (avec Lucenzo)
- 2010 : On The Dancefloor - Remix (avec Kevon, Tikosamba)
- 2010 : Calypso (avec DJ Snake)
- 2010 : Bienvenue Chez Idsa (avec Sinik, Cheb Bilal)
- 2010 : Playground (avec DJ Assad et Willy William)
- 2010 : Always On My Mind (avec Mohamed Lamine)
- 2010 : Ciao amore (avec Dara Bubamara)
- 2010 : Rai Africa (avec Reda Taliani)
- 2010 : Meme Pas Fatigue (Le Remix)  (avec Magic System)
- 2011 : Go Crazy (avec Desaparecidos)
- 2011 : Magic (avec TLF)
- 2011 : BigAlabina (avec Soundshakerz)
- 2011 : Baila Kuduro (avec Lylloo, Lucenzo, Willy William) (produced by Mounir Belkhir)
- 2011 : Trop Balèze (avec Calvin Scott)
- 2012 : Bootysake (avec Krys)
- 2012 : Le dernier jour (avec PZK)
- 2012 : Lovumba (avec Daddy Yankee)
- 2012 : Baila Baila Morena (avec Chico and the Gypsies)
- 2013 : Blood Money (avec DJ Quick et Mac Tyer)
- 2013 : Funk You 2 (DJ Abdel featuring  Big Ali, Mister You & Francisco)
- 2013 : Pump up the Jam (Cauet featuring Big Ali & Laza Morgan)
- 2013 : Džoni, Džoni (avec Dara Bubamara)
- 2014 : À la vôtre (Black M feat. Big Ali, JR O Crom & Dry)
- 2015 : Donne moi le la (Maude featuring Big Ali)
- 2015 : Miss Vilaine (DJ Hamida featuring Leck, L'Artiste & Big Ali)
- 2015 : King is Back (Snails featuring Big Ali)
- 2017 : Kiss Kiss (Avec Ardian Pujubi, DJ R'an, Mohombi)
- 2019 : Kaa (avec Yoni Jay) (produced by Mounir Belkhir & Oryane Wilson)
- 2022 : Tous Bleus (avec Bernard Minet)
- 2023: Notorihous feat Rohff
- 2023 : Feria ( avec Leadback)
- 2024: BAM BAM (avec Leadback)
- 2024 : Menina de Vermelho ( avec Leadback)

### Clips
| Titre                                                                 | Année |      |
| --------------------------------------------------------------------- | ----- | ---- |
| Neon Music                                                            | 2008  |      |
| Hit the Floor (feat. Dollarman)                                       | 2008  |      |
| Universal Party (feat. Gramps Morgan)                                 | 2010  |      |
| Des larmes de sang (feat. Florent Pagny)                              | 2010  |      |
| Distress (featuring Shana P) (réalisé par J.G Biggs[réf. nécessaire]) | 2011  |      |
| ' 'Bring Me Coconut (featuring Lucenzo et Gramps Morgan)              | 2012  |      |
| Donne-moi le la (featuring Maude)                                     | 2015  |      |
| WatiBigali (featuring Black Mesrimes, Dry et Dadju)                   | 2015  | 2012 |
| BAM BAM feat leadback                                                 | 2024  |      |

## Récompenses

### BMI Awards
| Année | Travail nommé                                                        | Catégorie          | Résultat |
| ----- | -------------------------------------------------------------------- | ------------------ | -------- |
| 2012  | Danza Kuduro avec Faouze Barkati, Lucenzo, Fabrice Toïgo et Don Omar | Pop's Songs Awards | Lauréat  |

## Ventes

### Ventes des albums
| Année | Album  | Meilleures positions, | Meilleures positions, |
| Année | Album  | FR                    |                       |
| ----- | ------ | --------------------- | --------------------- |
| 2008  | Louder | 47                    |                       |

### Ventes des singles
| Année | Chanson                                  | Meilleure position, | Meilleure position, | Meilleure position, | Meilleure position, | Meilleure position, | Album         |
| Année | Chanson                                  | FR                  | BEL                 | SUÈ                 | ALL                 | AUT                 | Album         |
| ----- | ---------------------------------------- | ------------------- | ------------------- | ------------------- | ------------------- | ------------------- | ------------- |
| 2009  | Hit The Floor                            | -                   | 34                  | 24                  | 19                  | 46                  | Louder        |
| 2009  | Universal Party Neon Music Hit The Floor | 24                  | 9                   | 24                  | -                   | -                   | Louder        |
| 2011  | Distress                                 | 47                  | -                   | -                   | -                   | -                   | Urban Electro |
| 2012  | WatiBigali                               | 9                   | 2                   | -                   | -                   | -                   | Urban Electro |
| 2013  | Cœur de guerrier                         | -                   | 41                  | -                   | -                   | -                   | Urban Electro |